# Атанас Гоцев
Атанас Гоцев е български революционер, деец на Вътрешната македонска революционна организация.

## Биография
Роден е в 1902 година в кукушкото село Мутулово, тогава в Османската империя. Присъединява се към ВМРО. В 1924 година е заловен от сръбските власти и прекарва една година в затвор в Скопие. След освобождението си е четник в Радовишко и Струмишко. Става приближен на генерал Александър Протогеров и негов личен телохранител. Убит е заедно с генерал Протогеров на 7 юли 1928 година от привърженици на крилото на Иван Михайлов.